# Whale Rider
Whale Rider es una película dramática del 2002 dirigida por Niki Caro, basada en la novela homónima de Witi Ihimaera. Fue estrenada el 9 de septiembre de 2002, en el Festival Internacional de Cine de Toronto. Esta película se encuentra en la lista de las 50 películas que deberías ver a los 14 años del British Film Institute.

## Argumento
El argumento de la película sigue la historia de Paikea Apirana ("Pai"), quien a la edad de 12 años, es la única niña viva en la línea de sucesión de la tribu, debido a la muerte de su hermano gemelo y de su madre durante su parto. Por tradición, el líder debería ser el primer hijo nacido —una directa línea paterna descendiente de Paikea, el Jinete de ballenas— quien montó encima de una ballena de Hawaiki. Sin embargo, Pai es femenina y técnicamente no puede heredar el liderazgo. El abuelo de Pai quien es el líder de la tribu, Koro Apirana, (o Viejo Paka como su esposa Nanny Flores lo llama), está inicialmente enojado por perder a su nieto y haberse quedado con una "despreciable" mujer. Con el tiempo, él establece un vínculo afectivo con su nieta, llevándola a la escuela cada día en su bicicleta. También le guarda rencor la culpa por muchos de los problemas que enfrenta la tribu. En un punto, Paikea decide irse con su padre porque su abuelo está maltratándola, sin embargo, ella descubre que no puede soportar abandonar el océano a medida que la ballena parece estar llamándola de vuelta, entonces le dice a su padre que le de vuelta al carro y vuelvan a casa. El papá de Pai rehúsa a asumir el tradicional liderazgo; en lugar de eso, se va a Alemania para comenzar una carrera como artista. Pai se interesa en el liderazgo, aprende las canciones y danzas tradicionales, pero su abuelo no le apoya demasiado. Pai siente que se puede convertir en una líder, aunque no hay precedente de mujeres que lo hiciera previamente, y está decidida a lograrlo. 
Koro decide formar una escuela cultural para los chicos de la aldea, esperando encontrar un nuevo líder. Él les enseña a los muchachos a usar una "taiaha" (un palo de pelea), tradicionalmente reservado para los hombres. Sin embargo, Nanny le dice a Pai que su segundo hijo, el tío de Pai, había ganado un torneo de taiaha en su juventud, mientras estaba todavía delgado. Entonces Pai secretamente aprende de él y sigue las lecciones de Koro. Uno de los estudiantes, Hemi, se muestra también simpático hacia ella, pero Koro se enfurece cuando lo descubre, particularmente cuando ella gana su pelea taiaha contra Hemi. La relación de Koro con Pai se corroe todavía más cuando ninguno de los chicos logra cumplir la tradicional tarea de recuperar el "rei puta" (un diente de ballena) que él lanzó al océano —esta misión probaría si uno de ellos es digno para convertirse en líder. 
Pai, en un intento por reparar el desamor que se ha formado, invita a Koro a ser el invitado de honor en el concierto de la consignas Māori que su escuela está presentando, sin saber que ella había ganado un concurso de oratoria el interior de la escuela, con una conmovedora dedicación a Koro y las tradiciones de la aldea. Sin embargo, Koro no llegó ya que cuando estaba caminando por la escuela, notó que numerosas Ballenas francas estaban varadas cerca de la casa de Pai. La aldea entera intentó convencerlas a arrastrarlas de vuelta al agua, pero todos sus intentos fueron fallidos; ni siquiera un tractor pudo ayudar, ya que la cuerda se rompió. Koro lo ve como una señal de su fracaso y se desespera más, luego amonesta a Pai por tocar la ballena más larga porque "ella ha hecho suficiente daño" con arrogancia. También, la ballena más larga tradicionalmente le pertenece a la legendaria Paikea, pero cuando Koro se aleja, ella sube a al parte trasera de la ballena más larga y le permite regresar al océano. La ballena lleva toda su manada de regreso al océano; Paikes casi se ahoga en el proceso. Cuando ella va al océano, Nanny Flores (esposa de Koro y abuela de Pai) le muestra a Koro el diente de ballena que Pai había anteriormente recuperado. Cuando Paikea es encontrada y llevada al hospital, Koro la proclama la líder y le pide clemencia. La película termina con la aldea, incluyendo el papá de Pai, su tío y su abuelo, celebrando su estatus como líder en un viaje inaugural en el mar.

## Diferencias entre el libro y la película
Mientras el argumento del libro es básicamente el mismo, presta menos atención específicamente a Pai y Koro, y principalmente desde una perspectiva de narración de Rawiri; en la película, la misma Pai es la narradora. esto claramente expresa el profundo resentimiento sentido por su abuelo, y la añoranza de Pai de ganar su respeto a medida que se abre la fisura entre ellos.En la novela, Kahu es el nombre del personaje llamado Pai en la película. Kharu es nombrada después Kahuita Te Rangi, el cual es un nombre alternativo para el ancestro Paikea.
El objeto recuperado del fondo del mar por Kahu es una roca en el libro, en lugar de un diente de ballena. En la novela, Kahu y Koro Apirana no comparten una relación tan cercana como en la película.

## Reparto
- Keisha Castle-Hughes como Paikea Apirana.
- Rawiri Paratene como Koro Apirana.
- Vicky Haughton como Nanny Flores.
- Cliff Curtis como Porourangi.
- Grant Roa como Tío Rawiri.
- Mana Taumaunu como Hemi.
- Rachel House como Shilo.
- Taungaroa Emile como Willie.
- Tammy Davis como Dog.
- Mabel Wharekawa como Maka.
- Rawinia Clarke como Miro.
- Tahei Simpson como Señorita Parata.
- Roi Taimana como el papa de Hemi.
- Elizabeth Skeen como Rehua.

## Producción y premios
La película fue filmada y localizada en Whangara, en la Costa del Este de la Isla Norte de Nueva Zelanda. La película ha recibido elogios altamente favorables de la crítica internacional y la audiencia; ha sido 28 veces nominada en los distintos festivales de películas alrededor del mundo, la más importante fue la de Keisha Castle-Hughes como Mejor Actriz por su interpretación, convirtiéndose en la más joven actriz jamás nominada en esa categoría, con trece años en ese entonces. Asimismo, el film ha ganado 30 premios, que incluyen:
- El AGF AGF Peoples Choice award del Festival Internacional de Cine de Toronto en septiembre del 2002.

- El Premio de la Audiencia de Cine Mundial del Festival de Cine de Sundance celebrado en Estados Unidos en enero del 2003.

- El premio Canal Más del Festival Internacional de Cine de Róterdam en enero del 2003.

### Premios y nominaciones

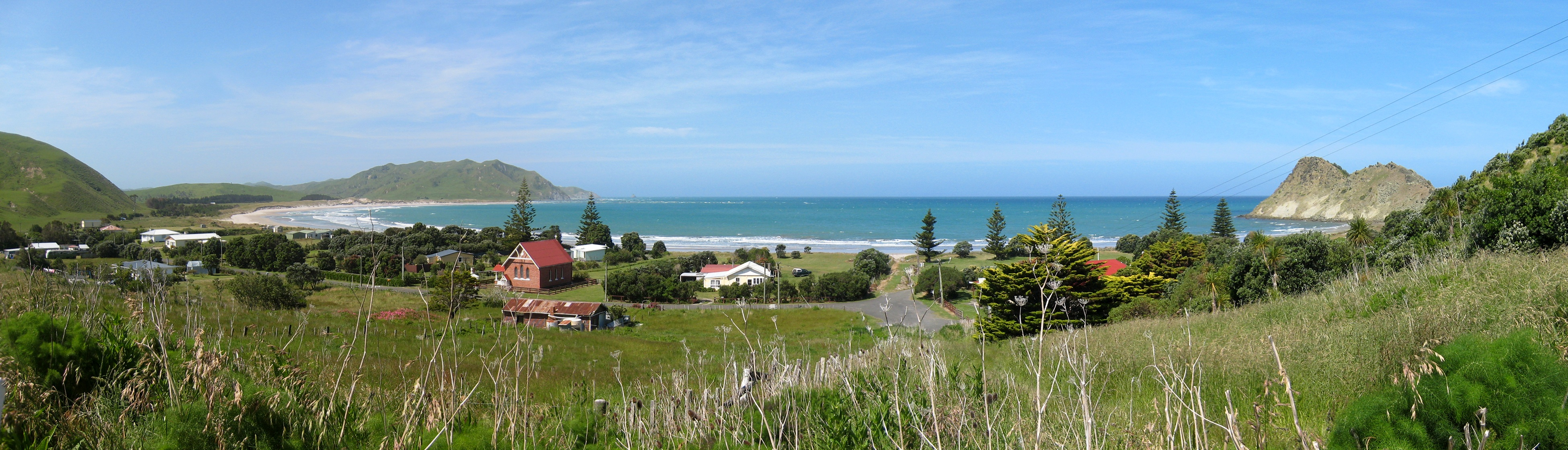
La comunidad de Whangara, donde fue filmado.

| Premiación                                  | Categoría                                 | Para                                    | Resultado |
| ------------------------------------------- | ----------------------------------------- | --------------------------------------- | --------- |
| Premios de la Academia del 2003             | Mejor Actriz                              | Keisha Castle-Hughes                    | Nominado  |
| Premio del Chicago Film Critics Association | Mejor Actriz                              | Keisha Castle-Hughes                    | Nominado  |
| Premio del Chicago Film Critics Association | Cineasta más prometedor                   | Niki Caro                               | Nominado  |
| Premio del Chicago Film Critics Association | Actor/Actriz más prometedor/ra            | Keisha Castle-Hughes                    | Ganador   |
| Premios de la imagen de la NAACP            | Mejor Actriz                              | Keisha Castle-Hughes                    | Nominado  |
| Premios de la imagen de la NAACP            | Mejor Película                            | -                                       | Nominado  |
| Premios Independent Spirit del 2003         | Mejor película extranjera                 | -                                       | Ganador   |
| Premios Satellite del 2003                  | Mejor dirección de arte                   | -                                       | Nominado  |
| Premio del Instituto de Cine Australiano    | Mejor película extranjera                 | John Barnett, Frank Hübner, Tim Sanders | Nominado  |
| Premios BAFTA                               | Mejor película extranjera                 | -                                       | Nominado  |
| British Independent Film Awards             | Mejor película extranjera                 | -                                       | Nominado  |
| British Independent Film Awards             | Mejor director                            | Niki Caro                               | Nominado  |
| British Independent Film Awards             | Mejor película dramática                  | -                                       | Nominado  |
| British Independent Film Awards             | Mejor guion adaptado                      | Niki Caro                               | Nominado  |
| Premio del Sindicato de Actores             | Mejor actriz de reparto                   | Keisha Castle-Hughes                    | Nominado  |
| Young Artist Awards del 2004                | Mejor largometraje                        | -                                       | Ganador   |
| Young Artist Awards del 2004                | Mejor artista joven en un film extranjero | Keisha Castle-Hughes                    | Ganador   |